# جيسي روجيرز
جيسي روجرز (ولدت 8 أغسطس 1993) هي شخصية إنترنت وممثلة إباحية سابقة وناشطة برازيلية-أمريكية.،
ولدت في جويانيا بالبرازيل. التحقت بمدرسة الكامينو الثانوية في جنوب سان فرانسيسكو، كاليفورنيا في عام 2008. عملت كعارضة ازياء في نيويورك قبل ان تترك عملها وتبدأ مسيرتها المهنية في مجال الأفلام الإباحية.، اعلنت جيسي تقاعدها من مجال الأفلام الإباحية في ديسمبر 2012.